# Tylophora anthopotamica
Tylophora anthopotamica är en oleanderväxtart som först beskrevs av Handel-mazzetti, och fick sitt nu gällande namn av Ying Tsiang och Zhang. Tylophora anthopotamica ingår i släktet Tylophora och familjen oleanderväxter. Inga underarter finns listade i Catalogue of Life.